# Majsai-Nyilas Tünde
Majsai-Nyilas Tünde (Székesfehérvár, 1974. január 2.–) magyar színésznő, szinkronszínész.

## Életrajz
Három testvére van. 1984-ben felvételizett az Állami Balettintézetbe, 4 évig járt oda, aztán 1988 őszén Moszkvába költözött a családdal. 1991 nyarán jött haza. 1992-ben felvételizett a Színművészeti Főiskolára, majd az Arany János Színházban volt stúdiós egy évig. Első szerepe egy kecske volt. 1993-ban szintén felvételizett a Színművészeti Főiskolára, és 1997-ben elvégezte. Jelenleg a Vígszínház tagja.

## Főbb szerepei

### Filmszerepek
- A renitens (sorozat, 2025)
- The master of light (rövidfilm, 2020)
- Paparazzi (rövidfilm, 2017; Bence anyja)
- Jupiter holdja (2017; Bárándy lánya)
- A tökéletes gyilkos (2017; Petra (csak hang))
- Gondolj rám (2016)
- Együtt (rövidfilm, 2012)
- Az ember tragédiája (2011; Társnö (csak hang)
- Bulvár (2011; Ibolya)
- Valaki kopog (Klári)
- Jadviga párnája (2000; Anci)
- Egy tél az Isten háta mögött (1999, Fiatal nõ (Majsai Nyilas Tünde néven))[3]

### Sorozatbeli szinkronszerepek
- A fejvadász: Cheyenne Phillips – Kathleen Kinmont (RTL klub verzió)
- A hiúság vására: Amelia Sedley – Frances Grey
- Anya: Şule Akçay – Gonca Vuslateri
- A nyakék románca: Sorenza Salvoni – Rosemarie La Vaullée
- Az igazság bajnokai: Jennifer Clemente – Roxann Biggs (Dawson)
- Az uralkodónő: I. Erzsébet – Rachel Skarsten
- Beverly Hills 90210: Emily Valentine – Christine Elise
- Central Park West: Carrie Fairchild – Mädchen Amick
- Dinasztia: Kirby Alicia Anders Colby – Kathleen Beller
- Ellen: Holly – Holly Fulger
- Édesek és mostohák: Molly Gibson – Justine Waddell
- Egyszer volt, hol nem volt: Mary Margaret Blanchard/Hófehérke – Ginnifer Goodwin
- Észak és Dél: Bessy Higgins – Anna Maxwell Martin
- Fekete nyíl: Giovanna Bentivoglio di Fanes – Martina Stella
- Jack és Jill: Audrey Griffin – Jaime Pressly
- Ki vagy, doki? (A másik Doktor): Rosita – Velile Tshabalala
- Maffiózók: Adriana La Cerva – Drea de Matteo
- Mesék a Végtelen történetből: Childlike Empress – Audrey Gardiner
- Milliárdok nyomában (Billions):  Wendy – Maggie Siff
- Pensacola- a név kötelez: Janine Kelly – Kristanna Loken (2. hang)
- Titkok és szerelmek: Tamara [de Duval] – Cynthia Klithbo
- Trópusi nyomozók: Billie – Marlo Marron
- Vészhelyzet: Dr. Neela Rasgotra – Parminder Nagra (első hang)
- Vízizsaruk: Constable Fiona Cassidy- Sophie Heathcote (első hang)

### Filmbeli szinkronszerepek
- 102 kiskutya: Chloe Simon – Alice Evans
- Antonia – Könnyek a paradicsomban (2003): Eva – Doris Schretzmayer
- A szavak titkos élete: Hanna – Sarah Polley
- A zöldellő fa alatt: Fancy Day – Keeley Hawes
- Botcsinálta túsz: Mary – Sarah Paulson
- Egy gésa emlékiratai: Hatsumomo – Gong Li
- Gimiboszi: Tracy Flick – Reese Witherspoon
- Macskajaj: Ida – Branka Katic
- Sakáltanya: Violet Sanford – Piper Perabo
- Vanília égbolt: Julie Gianni – Cameron Diaz
- Az angyali Audrey Hepburn- Audrey Hepburn

### Színházi szerepek
- A félreértés (bemutató: 2002. május 25. Vígszínház) színész
- A három testőr (bemutató: Vígszínház) színész
- A kertész kutyája (bemutató: 2006. március 25. Vígszínház) színész
- A lovakat lelövik, ugye? (bemutató: Vígszínház) színész
- A világ nagy színháza (bemutató: 2004. május 27. Kovátsműhely) színész
- Alhangya (bemutató: 2002. szeptember 20. Vígszínház) színész
- Antonius és Kleopatra (bemutató: 2002. április 13. Pesti Színház) színész
- Átutazók (bemutató: 2013. március 8. Vígszínház) színész
- Az Iglic (bemutató: 2000. március 28. Vígszínház) színész
- Az Ördög (bemutató: 1997. július 3. Újreneszánsz Színház) színész
- Berlin Blues (bemutató: 2007. október 12. Budapesti Kamaraszínház – Ericsson Stúdió) színész
- Bunbury, avagy Szilárdnak kell lenni (bemutató: 2003. január 25. József Attila Színház) színész
- Csokonai Lili – Tizenhét hattyúk (bemutató: 2012. október 5. Vígszínház) színész, adaptáció
- Csongor és Tünde (bemutató: 2011. október 8. Vígszínház) színész
- Diszkó Disznók (bemutató: 1999. november 4. Vígszínház) színész
- Egy csók és más semmi (bemutató: 2002. december 30. Vígszínház) színész
- Egy, kettő, három – Az ibolya (bemutató: 2009. december 19. Pesti Színház) színész
- Emberbarát (bemutató: 2001. március 3. Újreneszánsz Színház) színész
- Hegedűs a háztetőn (bemutató: 2010. március 12. Vígszínház) színész
- Kalocsa (bemutató: 2010. október 10. Vígszínház) színész
- Konfesszió (bemutató: 2001. április 20. Stúdió "K") színész
- Lóvátett lovagok (bemutató: 2000. október 14. Vígszínház) színész
- Mindent anyámról (bemutató: 2010. február 27. Pesti Színház) színész
- Moll Flanders, a szépséges tolvajnő (bemutató: 2003. május 2. Kovátsműhely) színész
- Össztánc (bemutató: Vígszínház) színész (2001 – 2008)
- Pájinkás János (bemutató: 2002. január 4. Vígszínház) színész
- Pán Péter (bemutató: 2006. október 14. Vígszínház) színész (2006 – 2008)
- Puntila úr, meg a sofőrje, Matti (bemutató: 2003. május 23. Színház- és Filmművészeti Egyetem (Ódry Színpad)) színész
- Sógornők (bemutató: 1997. március 29. Pesti Színház) színész
- Sok hűhó semmiért (bemutató: 1999. szeptember 26. Vígszínház) színész (2000 – 2008)
- Tom Jones (bemutató: 2011. március 5. Pesti Színház) színész
- Varrónők (bemutató: 2003. december 5. Pesti Színház) színész
- Zűrzavaros éjszaka, avagy a 9-es szám története (bemutató: 2003. október 3. Vígszínház) színész

## CD-k és hangoskönyvek
- A Grimm testvérek legszebb meséi

## Díjai
- Varsányi Irén-emlékgyűrű (2003, 2013)
- A kiscsillag is csillag díj (2012)[4]
- Vígszínház-díj (2019)[5]